# Jacky Lorenzetti
Pour les articles homonymes, voir Lorenzetti.
 (mars 2017).
Si vous disposez d'ouvrages ou d'articles de référence ou si vous connaissez des sites web de qualité traitant du thème abordé ici, merci de compléter l'article en donnant les références utiles à sa vérifiabilité et en les liant à la section « Notes et références ».
 (mars 2017).
Jacky Lorenzetti, né le 13 janvier 1948 à Paris, est un chef d'entreprise de nationalité franco-suisse. Il préside sa propre holding familiale, Ovalto, dans laquelle il a investi son patrimoine personnel. Ovalto se développe dans cinq activités : le rugby avec le Racing 92, la viticulture avec les châteaux de Pédesclaux, Lilian Ladouys, Issan et Lafon-Rochet, la gestion financière avec Zenlor, l'immobilier avec Terreis et le spectacle avec la Paris La Défense Arena. En 2020, sa fortune est estimée à 1,17 milliard d'euros.

## Biographie

### Enfance et formation
En 1919, ses grands parents ont été contraints de quitter la Suisse et le très pauvre canton du Tessin, pour trouver du travail en région parisienne. Ils s'installent à Fontenay-aux-Roses dans les Hauts-de-Seine[réf. nécessaire].
Jacques Lorenzetti, le père de Jacky, est né à Paris en 1925. À 14 ans, il travaille sur les chantiers comme « arpette peintre »[réf. nécessaire]. Quelques années plus tard, Jacques crée son entreprise de peinture, la Franco-Suisse Bâtiment. Il devient promoteur immobilier dans les années 60. Jacques et son épouse Jeannine ont trois enfants : Jacky (né en 1948), Pascal (né en 1950) et Astrid (née en 1960) .
Il grandit à Fontenay-aux-Roses. À l'âge de 18 ans, après le baccalauréat, il intègre l'École hôtelière de Lausanne. Il en sort diplômé en 1969. À son retour en région parisienne, il travaille avec son père et crée, en 1972, sa première société : la Franco-Suisse Gestion. Il commence dans le métier en rédigeant lui-même les baux et les quittances de loyer d'une dizaine de logements construits par son père.

### 1991-2007: Président fondateur de Foncia
En 1991, la Franco-Suisse Gestion, entreprise d'administration de biens et de transactions immobilières, est rebaptisée Foncia. Sous la présidence et l'impulsion de Jacky Lorenzetti, des innovations structurelles modifient durablement le paysage de l'immobilier en France. Foncia met ainsi en place la garantie loyers impayés, la garantie d'occupation des logements, le « passe location » pour le financement du dépôt de garantie, et le label qualité des syndicssup. En parallèle, Foncia crée et développe la CNEM (aujourd'hui Constatimmo), leader français des diagnostics du bâtiment, ainsi que l’École de Vente Foncia et Plurience qui réunit les plus gros cabinets immobiliers français.[réf. nécessaire]
À partir de 1998, Foncia investit dans le sponsoring sportif, choisissant le domaine de la voile et de la course au large. Foncia donnera son nom au trimaran d'Alain Gautier (qui remportera plusieurs Grand Prix de 1999 à 2001), puis à ceux d'Armel Le Cléac'h et Michel Desjoyeaux, vainqueur avec Foncia du Vendée Globe 2008.
Depuis 2007, Foncia est le leader européen de l'immobilier, gère plus d'un million cinq cent mille logements et compte plus de sept mille collaborateurs répartis dans huit cents agences. Jacky Lorenzetti cède son groupe, coté en bourse depuis 2001, aux Banques Populaires.

### Président de la holding Ovalto
Le 24 mars 2000, la Société Européenne d'Investissements et de Participations (SEIP) est fondée. Son objet, « l’acquisition et la gestion d’un portefeuille de valeurs mobilières, cotées ou non cotées, ainsi que de parts sociales, parts d’intérêts, droits mobiliers ou immobiliers de toutes sociétés créées ou à créer tant en France qu’à l’étranger ». Le 24 juin 2006, la SEIP prend le contrôle de la SASP Racing Club de France Rugby. Six mois plus tard, la SEIP se transforme en société par actions simplifiée et étend son objet social. La société devient holding animatrice de groupe et l’actionnaire principal de la foncière Terreïs. Cette dernière est dédiée à l'immobilier tertiaire dans le quartier central des affaires parisien et sera cotée en bourse dès 2003. Le 21 juillet 2008, SEIP devient « Ovalto Investissement » puis, en 2016, Ovalto.

#### Les Grands Crus
Fin gourmet et bon dégustateur depuis ses études à l’École Hôtelière de Lausanne, Jacky Lorenzetti a toujours apprécié les grands crus du Médoc. Françoise, son épouse, originaire de Saint Foy la Grande, dont la famille possédait des vignes, est aussi experte. En 2008, ils font l’acquisition du Château Lilian Ladouys et de ses 46 hectares plantés, à Saint Estèphe. Un nouveau cuvier semi-enterré est construit dès l’année suivante pour améliorer la qualité du vin.
En 2009, Jacky Lorenzetti fait l’acquisition du Château Pédesclaux, grand cru classé de 1855 à Pauillac. Des investissements importants sont faits : d’abord en achetant en 2010 des parcelles du Château Haut-Milon, voisin de Lafite, puis les châteaux Béhéré et Iris du Gayon (ce qui porte à 48 hectares le vignoble de Pédesclaux).
En 2013, Jacky Lorenzetti s’associe avec Emmanuel Cruse en reprenant 50 % du Château d'Issan, grand cru classé 1855 de Margaux. L’année suivante, le chai ultra moderne et 100 % gravitaire, habillé par Jean-Michel Wilmotte, permet une vinification parfaite du millésime 2014. Ce renouveau du Château Pédesclaux sera salué par la critique. Sont améliorés autant le Château Pédesclaux que le Château Lilian Ladouys, qui remporte, en 2015, la Coupe des Crus Bourgeois avec son millésime 2012.
En septembre 2021, le château Lafon-Rochet, quatrième cru classé de Saint Estèphe, est vendu à Jacky Lorenzetti par la famille Tesseron qui, pour des raisons de succession, ne peut plus le conserver,. La direction des châteaux est assurée par Emmanuel Cruse.

#### Racing 92
Ce n'est pas la pratique du rugby qui amène Jacky Lorenzetti au Racing Métro 92 : « ce sont mes beaux-frères qui m'ont transmis le virus ». Sa femme est en effet originaire du Sud-Ouest. En mai 2006, Jacky Lorenzetti acquiert 61 % du capital du club de rugby francilien. Le club n'est encore qu'en deuxième division ; son budget passe de deux à dix millions d'euros. Pierre Berbizier, ancien sélectionneur du XV de France, en devient entraîneur général. Durant l’été 2007, le Racing Métro 92 construit un centre d’entraînement et un club house à la Croix de Berny, à Antony sur les terrains de l’US Métro. Le Racing perd en finale d’accession en Top 14 contre Mont-de-Marsan, dans un match de haut niveau et au bout des prolongations.
Les « ciel et blanc » sont champions de France de Pro D2 en mai 2009 et accèdent au Top 14. Jacky Lorenzetti recrute Sébastien Chabal, Lionel Nallet et François Steyn. Dans cette première saison, le Racing se qualifie pour les barrages et perd contre Clermont-Ferrand.
Le 26 mars 2011, le Racing bat 43 à 21 Toulouse lors de la première délocalisation du club au stade de France devant plus de 78 000 spectateurs. À l’initiative de Jacky Lorenzetti, le trophée Pierre de Coubertin, rappelant les valeurs chevaleresques des deux clubs, viendra désormais récompenser le vainqueur des oppositions entre les Racingmen et les Toulousains. Le Racing Metro termine deuxième de la saison régulière et accède directement en demi-finale. Il est battu 26 à 25 par Montpellier au Vélodrome de Marseille. Une pénalité de Montpellier vient sceller le sort de la rencontre à la 78e minute.
L’année suivante, le Racing Metro 92 est une nouvelle fois barragiste, après avoir terminé 6e du championnat. Il est battu à Mayol par le RCT sur le score de 17 à 13.

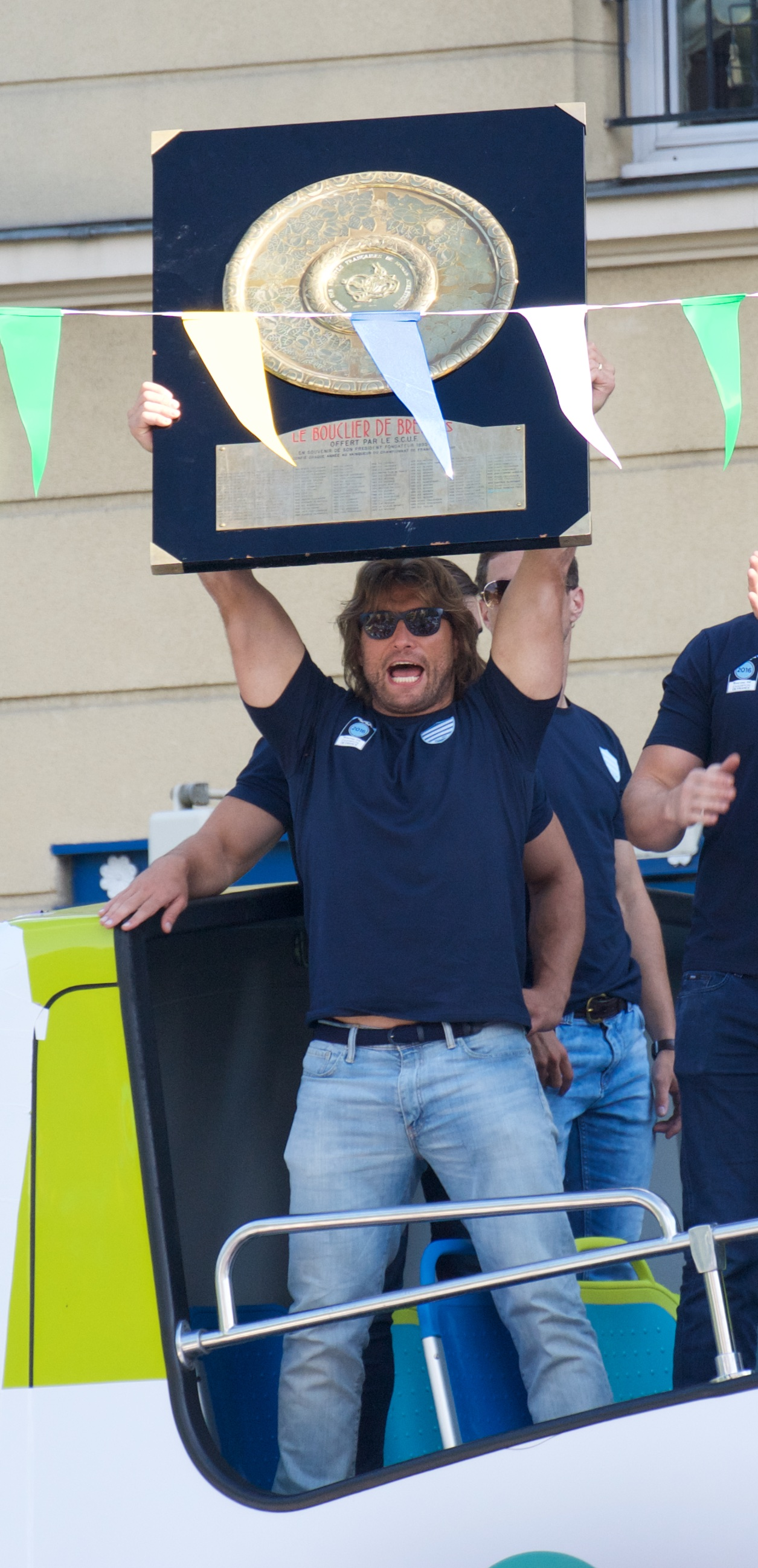
Dimitri Szarzewski présente le bouclier de Brennus au Plessis-Robinson le 28 juin 2016.

En juillet 2012, les Racingmen emmenés par leur nouvelle recrue, Dimitri Szarzewski, inaugurent leur centre d’entraînement au Plessis-Robinson. Jacky Lorenzetti y regroupe les services du Racing, le centre de formation du club, et les équipes de sa holding, Ovalto-Investissement, ainsi que les différentes filiales du groupe. Gonzalo Quesada et Simon Raiwalui deviennent les entraîneurs du club. Une nouvelle fois barragistes, les « ciel et blanc », pourtant meilleure défense du Top 14 durant la saison 2012-2013, sont battus par Toulouse. Laurent Travers, Laurent Labit et Ronan O’Gara prennent les commandes de l’équipe professionnelle. Après avoir gagné contre le Stade toulousain chez lui en match de barrage, le Racing Métro échoue en demi-finale à Lille face à Toulon. Lors de la 23e journée, le Racing Métro avait été la première équipe à battre le Stade français dans son nouveau stade Jean-Bouin. Le 10 février 2014, Jacky Lorenzetti pose la première pierre de l’Arena à La Défense.
Lors de la saison 2014-2015, les « ciel et blanc » perdent en barrage contre leur rival francilien parisien, le Stade français. Le 1er juillet 2015, le Racing Metro 92 devient officiellement le Racing 92. Avec ce nom, le club associe encore un peu plus son image à celle du territoire des Hauts-de-Seine. Il s’y ancre définitivement avec son entrée dans la future Arena, à La Défense.

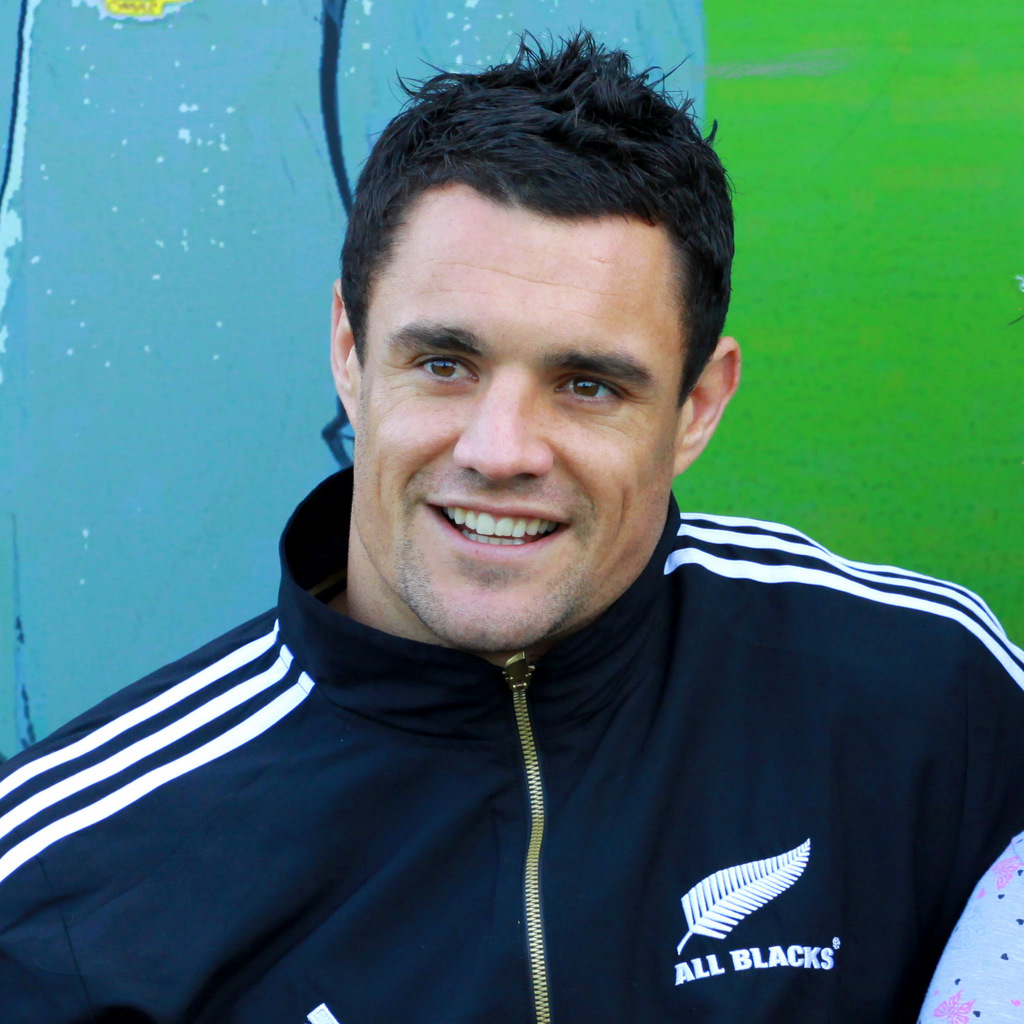
Dan Carter, élu meilleur joueur du monde en 2005, 2012 et 2015.

En 2015, Dan Carter, champion du monde avec les All-Blacks, rejoint le club. C’est la saison de la consécration pour les « ciel et blanc ». Ils échouent en finale de la Champions Cup à Lyon face au Saracens, mais dominent Toulon en finale du championnat de France au Camp Nou, à Barcelone, dans un match qualifié de rencontre du siècle par de nombreux médias.
D'octobre 2016 à mars 2021, Jacky Lorenzetti est membre du comité directeur au sein du collège des représentants des clubs du Top 14 de la Ligue nationale de rugby.
Le 13 mars 2017, Jacky Lorenzetti, président du Racing 92, et Thomas Savare, président du Stade français, annoncent la fusion de leurs deux clubs. De fortes réticences s'élèvent. Les deux présidents renoncent à cette fusion le 19 mars 2017.
En 2023, Lorenzetti conserve la présidence du conseil de surveillance du club mais cède la présidence du directoire à Laurent Travers pour la partie opérationnelle.

#### La Paris La Défense Arena
Dès son arrivée à la tête du Racing 92, Jacky Lorenzetti souhaite doter le club d’un actif qui lui permettra de générer des revenus et devenir indépendant des finances de son mécène. Ces ressources ne doivent pas venir seulement du rugby, mais de toutes les activités que l’on pourra y générer. Il envisage de construire une Arena, salle de spectacle dans laquelle on pourra aussi jouer au rugby.
Très vite, Jacky Lorenzetti s’aperçoit qu’il ne pourra pas construire cet équipement à Colombes, sur le site historique du stade Yves du Manoir. Le lieu est pénalisé par une desserte en transport en commun trop faible. Au cours d’une discussion avec Patrick Devedjian, président du Conseil départemental des Hauts-de-Seine et partenaire du club, Jacky Lorenzetti apprend l’existence du site des Bouvets, à Nanterre, juste derrière la Grande Arche de la Défense. Ce lieu idéal dispose du plus grand hub de transports en commun d’Europe et pourra recevoir plus de 1,2 million de spectateurs par an. Il entreprend d’en acquérir le foncier et de convaincre les élus concernés par le projet. 
Le 2 avril 2010, un concours d’architecture est lancé. 27 équipes, issues des meilleurs cabinets internationaux, déposent un dossier : Atelier Christian de Portzamparc, Anthony Béchu, Jakob et Macfarlane, le groupe AIA / Buffi, les ateliers Jean Nouvel, Jacques Ferrier, l’Agence Marc Mimram, Viguier et associés, Norman Foster, Wilmotte et Associés, Pöyry Architects... Du 12 au 19 juin 2010, un sondage est réalisé par l’institut Kantar Média auprès d’un échantillon représentatif de Nanterriens. 80 % des habitants sont favorables au projet. 84 % pensent que l’Arena aura des retombées favorables pour la ville. En août 2010, le projet reçoit le label d’intérêt général par le ministère des sports.
D’octobre à décembre 2010 se déroule la concertation publique sous l’égide de la CNDP. Le 11 février 2011, Christian de Portzamparc est déclaré lauréat du concours d’architecte. Jacky Lorenzetti a pris soin d’associer à sa décision les élus du secteur, le directeur général de l’EPADESA et les présidents de la Fédération et de la ligue nationale de Rugby. L’œuvre de Christian de Portzamparc est novatrice : des tribunes en forme de U comme un théâtre antique, le plus grand écran géant du monde, un toit inamovible et une pelouse synthétique. La U Arena a pour ambition de faire connaître aux spectateurs le « vertige du spectaculaire ». Le 9 mars 2011, débute l’examen de la demande de permis de construire. 21 recours seront déposés sur le permis et le permis modificatif. Ils seront levés un par un au cours de deux années de négociation. Le 7 mars 2012, le projet reçoit le label Grand Paris. La région Île-de-France prend conscience du symbole et de l’atout que constituera pour elle l’U Arena. Le 3 décembre 2013 est signée la vente des bureaux situés dans la partie Nord du bâtiment au Conseil départemental des Hauts-de-Seine, pour un montant de 173 millions d’euros. 2000 collaborateurs viendront y travailler, le département regroupant ici des services autrefois éparpillés dans Nanterre et ses environs.

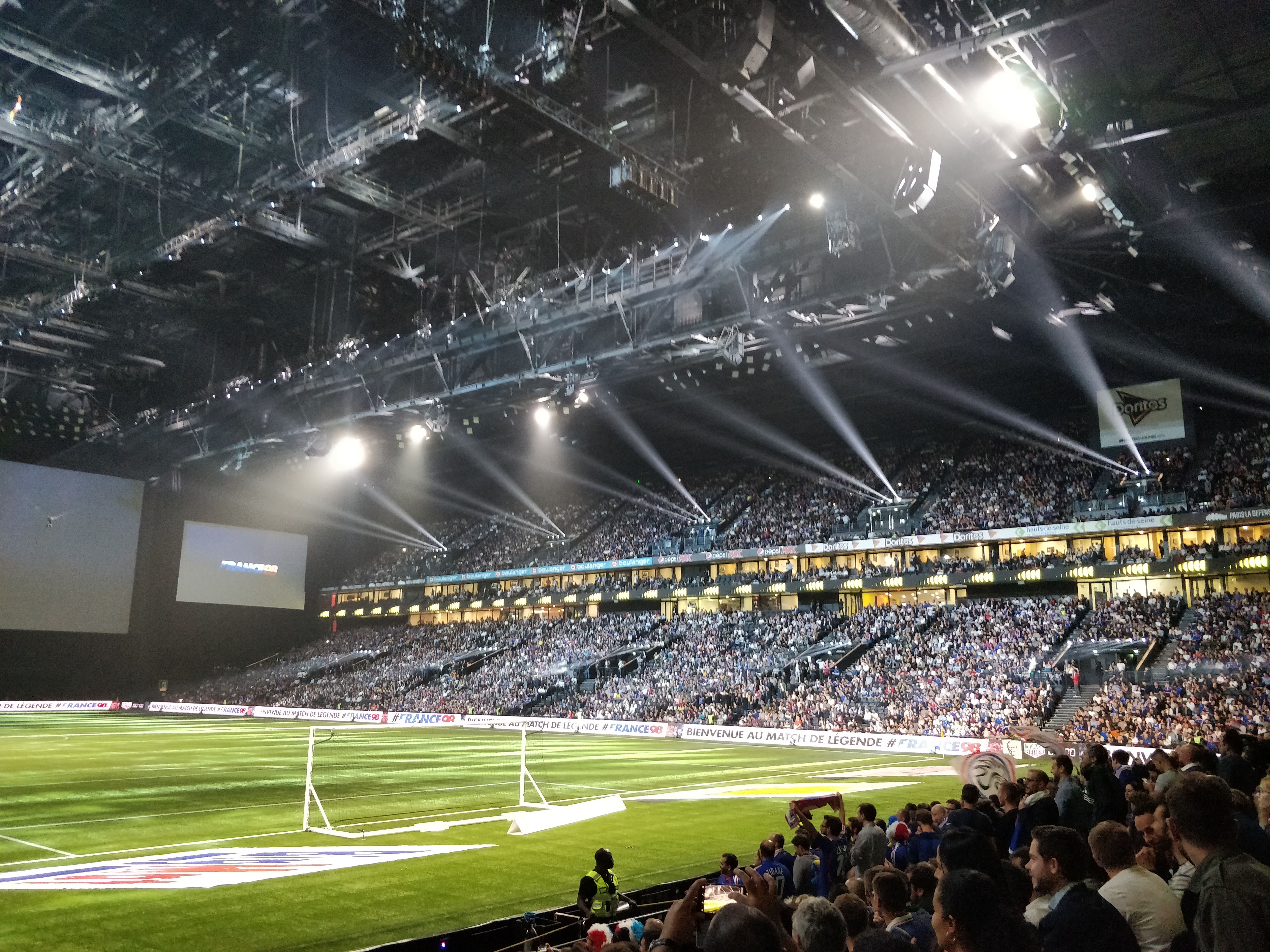
La Paris La Défense Arena en juin 2018.

La première pierre est posée le 12 février 2014 par Jacky Lorenzetti, Patrick Jarry, maire de Nanterre, et Patrick Devedjian, président du Conseil départemental des Hauts-de-Seine. Jacky Lorenzetti, devant le spectacle de la Défense illuminée, dira : « Ce lieu est magique, époustouflant. Il concilie tradition et modernité. Il dégage une puissance, une majesté comme peu d’endroits dans le monde. Et c’est ici que nous allons réaliser notre rêve. Notre rêve de construire l’Arena Multimodale la plus moderne d’Europe. »
La réception des travaux et l’inauguration de la U Arena auront lieu en octobre 2017. Le coût total de construction de la U Arena et des bureaux est d’environ 400 millions d’euros.
Le 22 décembre 2017, le Racing joue pour la première fois à la U Arena à guichets fermés face au Stade toulousain. 29 000 spectateurs se sont déplacés. Le succès ne se démentira pas avec une belle affluence à chaque rencontre.
En juin 2018, la U Arena est renommée la Paris La Défense Arena.